# Wilhelm Malter
Wilhelm Malter (* 7. März 1900 in Nürnberg; † 12. August 1993 ebenda) war ein deutscher Dichter ostfränkischer Mundart und Autor von Kunst- und Kulturführern zu verschiedenen Regionen Frankens.

## Leben und Wirken
Malter veröffentlichte Lyrik (auch in ostfränkischer Mundart), Prosa sowie lokalgeschichtliche Wander- und Reisebücher. Er war Mitglied in folgenden literarischen Vereinigungen: Verband Fränkischer Schriftsteller (heute: Autorenverband Franken), Collegium Nürnberger Mundartdichter und Pegnesischer Blumenorden.
Im Hauptberuf war Malter Mitarbeiter der Bayerischen Staatsbank.

## Werke (Auswahl)

### Alleinautor
- A Unteranander, Nürnberg 1940
- Das Reichswaldwanderbuch, Nürnberg 1941
- Hinaus in die Nähe, Nürnberg 1958
- Pöiterlasdeitsch, Nürnberg 1962
- Alt Nürnberger-Weihnacht, Nürnberg 1963
- Rangauführer, Nürnberg 1963
- Nürnberger Auto Wanderbuch, Nürnberg 1964
- Oberfranken West, Nürnberg 1965
- Oberfranken Ost, Nürnberg 1967
- s’Joahr göht rum, Nürnberg 1970
- Mittelfranken – Nürnberger Umland, Nürnberg 1974
- Nürnberg-Führer durch die Stadt, Nürnberg 1978
- Rangau-Franken, Heroldsberg 1974

### Mitautor
- Auf gut Nürnbergerisch, Nürnberg 1951
- Lachende Noris, Nürnberg 1963
- Altmühltalführer, Nürnberg 1964
- Nürnberger Luginsland, Nürnberg 1969
- Eichstätt Altmühltal, Nürnberg 1971
- Geliebte Stadt am Main, Würzburg 1977
- Weil mir aa wer sen, Würzburg 1980
- Su wöi die Leit senn, is ka Mensch, Nürnberg 1989
- ...der Allerschönste Dialekt, Nürnberg 1994

## Auszeichnungen
- Bürgermedaille der Stadt Nürnberg 1980
- Ehrenkreuz des Pegnesischen Blumenordens